# Alucita habrophila
Alucita habrophila là một loài bướm đêm thuộc họ Alucitidae. Loài này có ở Nam Phi.